# Loupiac-de-la-Réole
Loupiac-de-la-Réole is een gemeente in het Franse departement Gironde (regio Nouvelle-Aquitaine) en telt 410 inwoners (2004). De plaats maakt deel uit van het arrondissement Langon.

## Geografie
De oppervlakte van Loupiac-de-la-Réole bedraagt 5,3 km², de bevolkingsdichtheid is 77,4 inwoners per km².
De onderstaande kaart toont de ligging van Loupiac-de-la-Réole met de belangrijkste infrastructuur en aangrenzende gemeenten.

## Demografie
Onderstaande figuur toont het verloop van het inwonertal (bron: INSEE-tellingen).